# Lagidium viscacia viatorum
La vizcacha de la sierra o chinchillón (Lagidium viscacia viatorum) es una de las subespecies en que se subdivide la especie Lagidium viscacia, un roedor de la familia de las chinchillas. Se distribuye en el oeste del Cono Sur de Sudamérica.

## Taxonomía
Esta subespecie fue descrita originalmente como una buena especie en el año 1921 por el mastozoólogo británico Michael Rogers Oldfield Thomas, bajo la combinación científica de Lagidium viatorum.
En el año 1940, J. R. Ellerman la rebaja a subespecie: Lagidium viscaccia viatorum, con incorrecto nombre específico.
Holotipo
El holotipo designado es el catalogado como: B.M. N°.21.6.24.21. Se trata de un macho adulto, el que fue colectado (junto con otros dos especímenes, uno de ellos inmaduro) por Emilio Budín (número de campo original 1336). Fue depositado en el Museo Británico y luego transferido al Museo de Historia Natural, de Londres.
Localidad tipo
La localidad tipo referida es: “Punta de Vacas, a una altitud de 2300 msnm, noroeste de la provincia de Mendoza, Argentina”.
Etimología
Etimológicamente, el término subespecífico viatorum (‘viajeros’ en latín) referiría a que el ejemplar tipo fue colectado junto a la ruta que permite viajar desde Mendoza a Santiago.

## Distribución

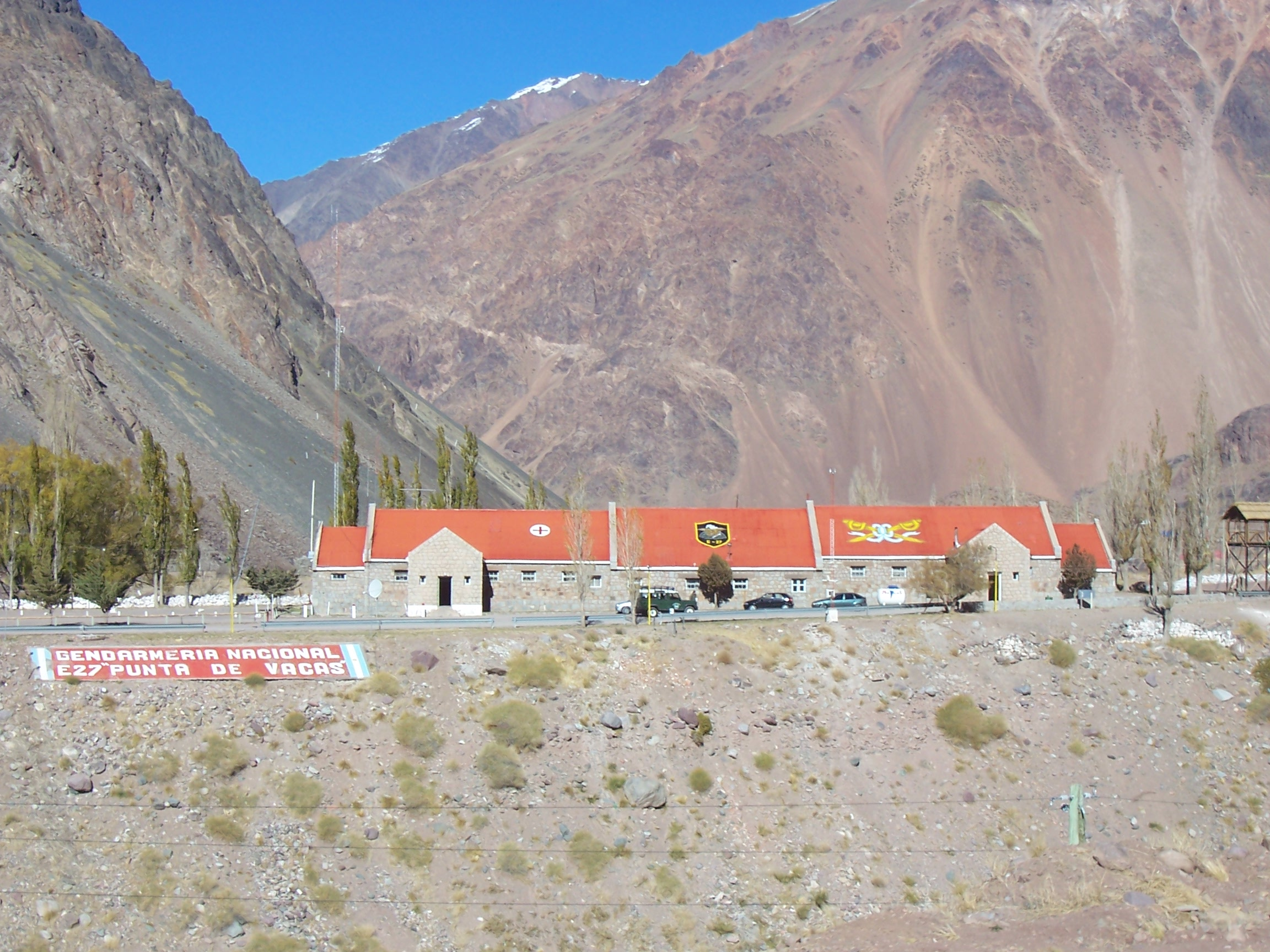
Punta de Vacas, localidad cordillerana del centro-oeste de la Argentina; “terra typica” de este taxón.

Esta subespecie se distribuye de manera endémica en el centro-oeste de la Argentina.  
La localidad tipo, Punta de Vacas, se sitúa sobre la ruta nacional 7 en el departamento Las Heras, al noroeste de la provincia de Mendoza. 
Se desconoce si pertenecen a este taxón (o a L. v. sarae) las poblaciones que habitan en el extremo noroeste de la provincia de La Pampa, en la zona de la serranía El Peralito, Departamento Chical Co, y en la mitad sur de la provincia de Mendoza, especialmente en la zona de la Payunia del departamento Malargüe, aunque para el zoólogo José Yepes sería así, sobre la base de una piel adquirida en la zona de Malargüe.

## Características
Este taxón posee un tamaño bastante grande, similar al de L. v. tontalis, pero la región interorbital es más amplia. La longitud de la cabeza y el cuerpo es de 400 mm; el largo de la cola es de 335 mm; el largo del pie es de 105 mm; la longitud de la oreja es de 80 mm.
La cabeza es corta y redondeada, con grandes ojos oscuros y orejas siempre erectas, largas, protegidas por pelos. A ambos lados del hocico exhibe muy largas vibrisas, rígidas, oscuras, las que apuntan hacia abajo y hacia atrás. Los molares son grandes; tanto estos como sus incisivos crecen en forma continua; estos últimos son amarillo pálidos en su cara frontal.
Posee un pelaje suave, denso y lanoso, el cual exhibe un patrón cromático dorsal (incluida la cabeza) de color bastante más uniforme y gris neutro que en L. v. tontalis, sin el aclaramiento en los hombros y en la grupa. Contrasta con el color dorsal una línea dorsal longitudinal de color más oscuro.
Ventralmente, los extremos de los pelos son visiblemente ocráceos o canela-bayos, en lugar de ser amarillos como en L. v. tontalis. Los parches axilares blancos están presentes.
Todas sus extremidades tienen 4 dedos; las almohadillas plantares son las únicas zonas desnudas de pelaje de todo su cuerpo. Las anteriores son más cortas, y sus débiles uñas no le sirven para cavar. Las posteriores son mayores y cuentan con fuerte musculatura y largos pies, que le permite escapar de sus predadores saltando entre las rocas.
La cola es alargada y está cubierta por pelos largos, los que en su parte dorsal muestran mayor longitud y rigidez, concluyendo en su extremo en un mechón con forma de pincel, el cual es más oscuro, al igual que los pelos de la parte inferior de la cola. Esta, normalmente, se encuentra doblada hacia arriba; solamente la libera de esa posición cuando se desplaza entre las rocas, en razón de que cumple una función de balance para mantener la estabilidad durante sus grandes saltos.

## Historia natural
Muchos de los aspectos de su historia de vida se conocen poco o aún son especulativos, por lo que mayores estudios científicos se necesitan. 
Hábitat
Esta subespecie vive en altitudes de alrededor de 2300 m s. n. m.. Sus hábitats característicos siempre poseen abundantes rocas y vegetación no arbórea, rala, incluso desértica; especialmente prefieren acantilados, bardas aisladas, roquedales de cañadones y fuertes pendientes y enclaves rocosos que emergen de altiplanicies, siempre en ambientes agrestes. 
Hábitos
Posee hábitos diurnos, con mayor actividad en las primeras y últimas horas del día. Es de costumbres gregarias, viviendo en grupos familiares o colonias. Cada individuo o pareja defiende un pequeño territorio, el cual se centra en la grieta entre las rocas que utilizan como guarida y una superficie de su derredor, la que incluye un área con tierra suelta que es empleada como revolcadero para empolvar su pelaje con el objetivo de que este conserve sus cualidades aislantes. También suele contar con una plataforma rocosa o balcón de descanso, donde toma baños de sol y sobre el cual la pareja realiza entre sí sesiones de espulgamiento y acicalamiento. Para mantenerse comunicados o alertar la presencia de posibles predadores, emiten una serie de sonidos de contacto y alarma.
Dieta y depredadores
Se alimenta solamente de vegetales, en especial de gramíneas. Durante el invierno no hibernan; frente a temporadas de frío riguroso pueden descender altitudinalmente buscando mejores condiciones de vida.
Entre sus posibles predadores se encontrarían el puma (Puma concolor), el zorro colorado o culpeo (Lycalopex culpaeus culpaeus) y grandes aves rapaces de hábitos diurnos, en especial el águila mora (Geranoaetus melanoleucus).
Reproducción
Se conoce muy poco de sus hábitos de cría. La temporada reproductiva abarcaría desde la primavera hasta el fin del verano. La hembra podría ser poliéstrica, pudiendo parir 2 o 3 veces cada año, si las condiciones le son propicias. Luego de un periodo de gestación de entre 120 y 140 días, dentro de su refugio entre las rocas da a luz a una única cría (raramente 2), la que ya nace con buen desarrollo, los ojos abiertos y la capacidad de complementar con vegetales la lactancia materna, la cual dura unos 60 días. Al llegar su peso a 1 kg, alcanza su madurez sexual, esto ocurre entre los 7 y los 12 meses de vida.
Conservación
Su captura por los humanos fue mayor en el pasado. Es cazada solo localmente, para aprovechar su carne y, en menor medida, su piel, de escasa calidad y valor comercial. Al poseer un hábitat poco utilizable desde el punto de vista agropecuario, no ha sido alterado, por lo cual el estado de conservación de sus poblaciones no presentaría problemas.